# Sopwith Baby
Die Sopwith Baby war ein britisches Seekampfflugzeug, das von der Royal Navy im Ersten Weltkrieg eingesetzt wurde.

## Entwicklung
Die Entwicklung der Sopwith Baby beruhte auf dem Vorkriegsmodell und Rekordflugzeug Sopwith Schneider der Sopwith Aviation Company in Kingston-upon-Thames und war der Versuch, der Royal Navy endlich ein dringend benötigtes seetaugliches, mit MG bewaffnetes und damit kampfstarkes Aufklärungsflugzeug zur Verfügung zu stellen. Von ihrem Vorgänger unterschied sie sich vor allem durch den stärkeren Motor, erkennbar an seiner hufeisenförmigen Motorabdeckung. Nachdem in die ersten fünf Exemplare zunächst noch der 100 PS (74 kW) starke Gnome-Monosoupape-Motor eingebaut worden war, wurde danach der Clerget 9Z mit 110 PS (81 kW) und schließlich auch der Clerget 9B-Motor mit 130 PS (96 kW) verwendet. Bewaffnet waren die von Sopwith gebauten Flugzeuge mit einem schräg nach oben durch einen Flügelausschnitt über den Propellerkreis hinweg feuernden Lewis-MG oder die übrigen Flugzeuge mit einem synchronisierten Vickers-MG. Außerdem wurden 40 der von Fairey als Humble Baby gebaute Flugzeuge zur Luftschiffbekämpfung ausschließlich mit Le-Prieur-Raketen oder Ranken-Fliegerpfeilen bewaffnet.
An der Verbesserung der Seetüchtigkeit des Flugzeugs war auch die Blackburn Aircraft in Leeds beteiligt.

## Produktion
Der Royal Naval Air Service (RNAS) bestellte unter der Bezeichnung Admiralty Type 8200 insgesamt 286 Sopwith Babies, von denen 100 von Sopwith und 186 von Blackburn gebaut wurden. Unter Lizenz produzierte der italienische Rüstungskonzern Ansaldo in Turin weitere 100 Stück für die Seeflieger der Regia Marina.
Varianten
Ein großes Problem war die ständige Überladung, die das Flugverhalten der Sopwith Baby gefährlich einschränkte: Zur Bombenlast von zwei 29-kg-Bomben kamen das Gewicht des Lewis-MGs plus Munition, eines Taubenkorbs, der Notrationen, des Seeankers und des Piloten. Da Sopwith inzwischen mit der Produktion der Sopwith Camel voll ausgelastet war, blieben notwendige Modifikationen den eingesetzten Unterauftragnehmern überlassen.
- Die ersten 40 Flugzeuge lieferte Blackburn noch ohne MG; diese wurden dafür mit Behältern für Ranzen-Fliegerpfeile ausgerüstet und erst danach mit einem synchronisierten Lewis-MG bewaffnet. Nach 71 wie geplant mit dem 110 PS Clerget-Motor ausgelieferten Flugzeugen verwendete Blackburn den 130 PS Clerget-Motor, um für die inoffiziell als Blackburn Baby bezeichneten Flugzeuge eine entsprechende Leistungssteigerung zu erreichen.
- Nachdem am 23. Oktober 1916 die Sopwith Baby No. 8134 zur Reparatur an Fairey Aviation Co., Ltd. in London, einem Unterauftragnehmer für Reparaturaufträge, geschickt worden war, ergriff diese die Chance und machte sich daran, die Konstruktion des Flugzeugs eingehend zu überarbeiten. Die bedeutendste Änderung war das Fairey Patent Camber Gear, eine Steuerklappe zur Erhöhung des Auftriebs. Dazu wurde die gesamte Hinterkante der Tragflächen entlang des hinteren Holms durch Drehen eines Handrads im Cockpit abgesenkt. Mit einer Differenzialvorrichtung konnten die Klappen weiterhin als Querruder betätigt werden, um die Seitenkontrolle zu erhalten. Die Produktion der Hamble Babies unterschied sich äußerlich von denen von Sopwith und Blackburn durch die Grundform von Tragflächen und Höhenleitwerk. Außerdem wurden die Spannweite vergrößert und die Flügelspitzen abgerundet. Das Höhenleitwerk unterschied sich von den halbkreisförmigen Umrissen des Sopwith-Originals durch eine kantige Flosse. Hinzu kam noch der von Fairey entworfene Hauptschwimmer und ein vergrößerter Heckschwimmer sowie eine modifizierte Motorhaube. Das Ergebnis war die Fairey Hamble Baby, von der 180 Stück gebaut wurden.
- Im Wettbewerb damit entstand der Prototyp Port Victoria P.V.1 mit einem 110 PS (81 kW) PS leistenden Clerget-9Z-Motor, eine auf der RNAS-Versuchsstation auf der Isle of Grain unter Squadron-Commander J. W. Seddon umgebaute Sopwith Baby zur Erprobung spezieller Hochauftriebstragflächen mit stärkerer Staffelung und längeren Schwimmern. Trotz höheren Gewichts und zusätzlich geladenen Ballasts erreichte das Flugzeug zwar eine Höhe von 2438 Metern und eine Geschwindigkeit von 124 km/h, konnte sich aber damit nicht gegen die Fairey Hamble Baby durchsetzen.
- An der Serienproduktion der Fairey Hamble Baby war als weiterer Unterauftragnehmer auch George Parnall & Co. Ltd. in Bristol beteiligt, der sie in weiteren Details anpasste. Die letzten 74 Flugzeuge wurden von Parnall unter der Bezeichnung Parnall Hamble Baby Convert als Landversion mit Radfahrgestell ausgeliefert.

## Einsatz
Die Sopwith Baby wurde von der Royal Navy als Bordflugzeug zur Seeaufklärung und zum Angriff auf Seeziele an Bord von Flugzeugmutterschiffen und Kreuzern, aber auch von Hilfsschiffen, Trawlern und Minenlegern sowie von RNAS-Flugstationen in England, Schottland, Ägypten, Griechenland und Italien eingesetzt. Dabei diente sie der Aufklärung gegen die deutsche Hochseeflotte und der Bekämpfung von Luftschiffen in der Nordsee.
- Der Einsatz über der rauen Nordsee war auch für die Sopwith Baby gefährlich. So führte die HMS Vindex bei einem Vorstoß am 25. März 1916 unweit von Horns Riff an Bord zwei Sopwith Baby und drei Short 184 mit, um von dort mit den Flugzeugen einen vermeintlichen Zeppelinstützpunkt in Hoyer anzugreifen. Dabei gingen im Schneegestöber zwei der Shorts und eine der Sopwiths verloren.
- Auch der Angriff am 4. Mai 1916 endete in einem Fiasko. Kurz nach 3 Uhr morgens wurden elf Sopwith Baby vor der Insel Sylt aus den Trägern HMS Vindex und HMS Engadine zu Wasser gelassen. Dabei brachen bei vier Flugzeugen die Propeller, drei fielen wegen Motorschadens aus und eines kenterte im Kielwasser eines begleitenden Zerstörers. Nur drei Maschinen gelang der Start, wovon eine die Funkantenne des Zerstörers Goshawk rammte und abstürzte, eine zweite musste mit Motorschaden zurückkehren und nur das dritte erreichte seinen Zielort Tondern. Da jedoch das Ziel in Nebel gehüllt war, verfehlten die beiden abgeworfenen 29-kg-Bomben das Ziel.
- Um das waghalsige Zu-Wasser-Lassen der Flugzeuge zu vermeiden, wurden auf der HMS Campania Deckstarts mit Rollwagen geübt. Am 31. Mai 1916, dem Tag der Skagerrakschlacht, war das Schiff jedoch zu spät gestartet, um mit seinen fünf Sopwith Baby, vier Sopwith Schneider und drei Short 184 an Bord die Grand Fleet im Gefecht noch unterstützen zu können.

Am 24. Juni 1916 überführte die HMS Vindex vier Sopwith Baby nach Dünkirchen, um die dort stationierten Kampfflugzeuge für Einsätze gegen deutsche Patrouillenboote und als Begleitschutz für Zweisitzer zu verstärken. Im Mai 1917 wurden noch weitere neun Baby-Wasserflugzeuge nach Dünkirchen verlegt, bevor die Wasserflugzeuge zwei Monate später durch Sopwith Pups ersetzt wurden.
Die Sopwith Baby operierten im Mittelmeerraum sowohl von Seeflugzeugstationen aus als auch von Bord von Flugzeugträgern:
- Am 27. Dezember 1916 starteten neun Flugzeuge, darunter drei Sopwith Baby von den Trägern HMS Ben-my-Chree und HMS Raven II, und bombardierten die strategisch wichtige Chikaldir-Brücke der Bagdad-Bahn, nahe des Golfs von Alexandretta, deren Beschädigung den Transport schwerer türkischer Artillerie nach Bagdad verzögerte.
- Sechs Baby-Wasserflugzeuge wurden im Februar 1917 zur Einrichtung einer Wasserflugzeugstation nach Otranto verlegt.
- In der Ägäis operierten drei Sopwith Baby von Thasos in der Bucht von Kavala.
- Vom Flugzeugträger HMS Empress starteten im November 1917 vier Sopwith Baby und zwei Fairey Hamble Baby am 2. und 3. November 1917 und bombardierten eine Eisenbahnbrücke und eine Ölraffinerie bei Haifa.[2]
- Zwei von Blackburn gebaute Sopwith Babys versuchten am 20. Januar 1918 von Imbros aus einen Bombenangriff auf das Flaggschiff der osmanischen Marine, den Schlachtkreuzer Yavuz Sultan Selim (vormals die deutsche SMS Goeben) durchzuführen. Die Babys und die sie begleitenden Camels wurden von zehn feindlichen Wasserflugzeugen angegriffen, wobei eine Blackburn Baby brennend abgeschossen wurde. Dem Piloten der zweiten Sopwith Baby, Flight Sub-Lieutenant R. W. Peel, gelang es nach Auftreten eines Motorschadens nur mit knapper Not, die Maschine teils fliegend, teils auf dem Wasser fahrend nach Imbros zurückzubringen.[3]

Am 31. Oktober 1918 waren noch 58 Sopwith Baby aller Typen im Einsatz, davon 21 im Mittelmeer, drei bei der Grand Fleet und der Rest an verschiedenen Küstenstationen auf den britischen Inseln.
Weitere Einsatzländer
Die Sopwith Baby wurde bis in die 30er Jahre von den Seestreitkräften zahlreicher Nationen eingesetzt.
 Australien
Die Royal Australian Navy übernahm 1917 ein Flugzeug als Bordflugzeug für den leichten Kreuzer HMAS Brisbane.
 Chile
Die chilenische Marine verwendete von 1919 bis 1923 drei Sopwith Baby.
 Frankreich
Zwischen 1916 und 1919 verwendete die französische Marine Nationale 33 Flugzeuge.
 Griechenland
Die Königlich-Griechische Marine übernahm 1918/19 neun britische Flugzeuge.
 Italien
Von 1917 bis 1923 setzte die Aviazione della Regia Marina 102 Flugzeuge ein, darunter zwei für die Lizenzproduktion aus England importierte Prototypen.
 Japan
Die Kaiserlich Japanische Marine beschaffte 1916 eine Sopwith Baby.
 Niederlande
Die Niederländische Luftwaffe verwendete bis 1919 ein Flugzeug des RNAS, das 1916 vor der niederländischen Küste geborgen und interniert wurde.
 Norwegen
Die Norwegische Marine verwendete von 1917 bis 1931 zehn Flugzeuge.
 Vereinigte Staaten
Die US-Marine verwendete ebenfalls eine Sopwith Baby.

## Technische Daten
| Kenngröße                   | Sopwith Baby                  | Fairey Hamble Baby               | Parnall Hamble Baby Convert   |
| --------------------------- | ----------------------------- | -------------------------------- | ----------------------------- |
| Besatzung                   | 1                             | 1                                | 1                             |
| Länge                       | 7,01 m                        | 7,11 m                           | 7,10 m                        |
| Spannweite                  | 7,82 m                        | 8,47 m                           | 8,45 m                        |
| Höhe                        | 3,05 m                        | 2,90 m                           |                               |
| Flügelfläche                | 22,0 m²                       | 22,9 m²                          |                               |
| Leermasse                   | 556 kg                        | 629 kg                           |                               |
| max. Startmasse             | 778 kg                        | 883 kg                           |                               |
| Höchstgeschwindigkeit in NN | 160 km/h                      | 148 km/h                         | 140 km/h                      |
| Dienstgipfelhöhe            | 3000 m                        | 2.300 m                          |                               |
| Steigrate                   | 1,45 m/s                      |                                  |                               |
| Flugdauer                   | 2:15 h                        | 2 h                              |                               |
| Triebwerke                  | ein 110 PS (81 kW) Clerget 9Z | ein 110 PS (81 kW) Clerget 9Z    | ein 130 PS (96 kW) Clerget 9B |
| Bewaffnung                  | 1 MG, zwei 29-kg-Bomben       | 1 MG, Raketen oder Fliegerpfeile |                               |

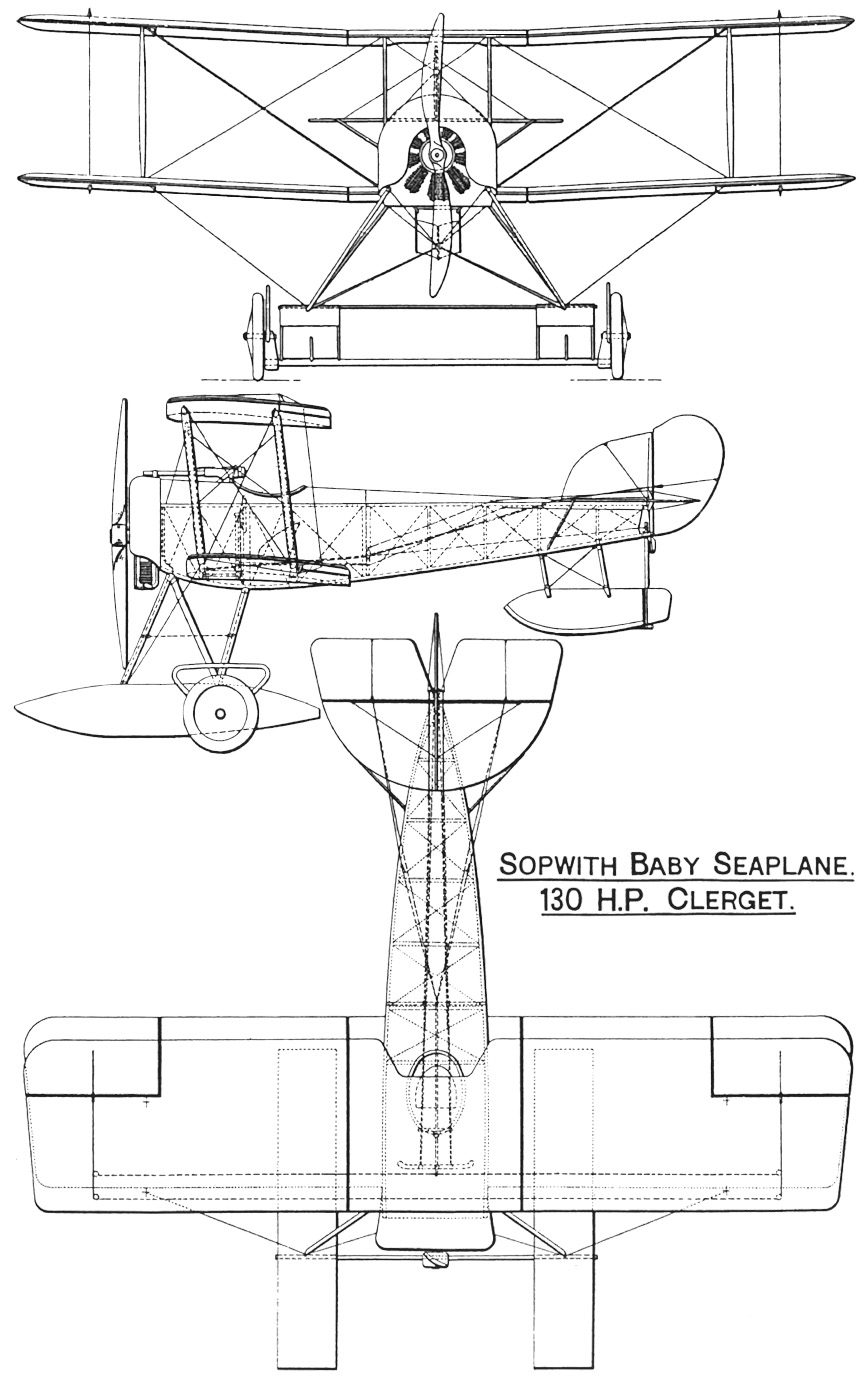
Dreiseitenansicht der Sopwith Baby

Leistungsvergleich einsitziger See-Kampfflugzeuge an der Nordsee, Mitte 1917
| Name                  | Land                   | Motorstärke     | max. Geschwindigkeit | Startmasse | MG  | Gipfelhöhe |
| --------------------- | ---------------------- | --------------- | -------------------- | ---------- | --- | ---------- |
| Sopwith Baby          | Vereinigtes Königreich | 110 PS (81 kW)  | 160 km/h             | 883 kg     | 1   | 3000 m     |
| Albatros W.4          | Deutsches Reich        | 160 PS (118 kW) | 160 km/h             | 1070 kg    | 2   | 3080 m     |
| Hansa-Brandenburg KDW | Deutsches Reich        | 160 PS (118 kW) | 175 km/h             | 1140 kg    | 1-2 | 4000 m     |
| Rumpler 6B1           | Deutsches Reich        | 160 PS (118 kW) | 153 km/h             | 1138 kg    | 1   | 5000 m     |

## Bilder

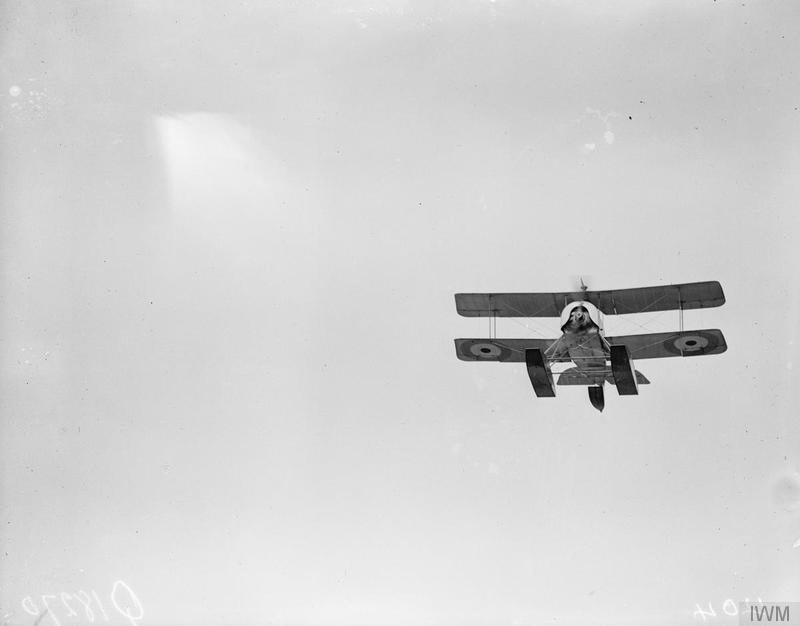
Sopwith Baby im Überflug
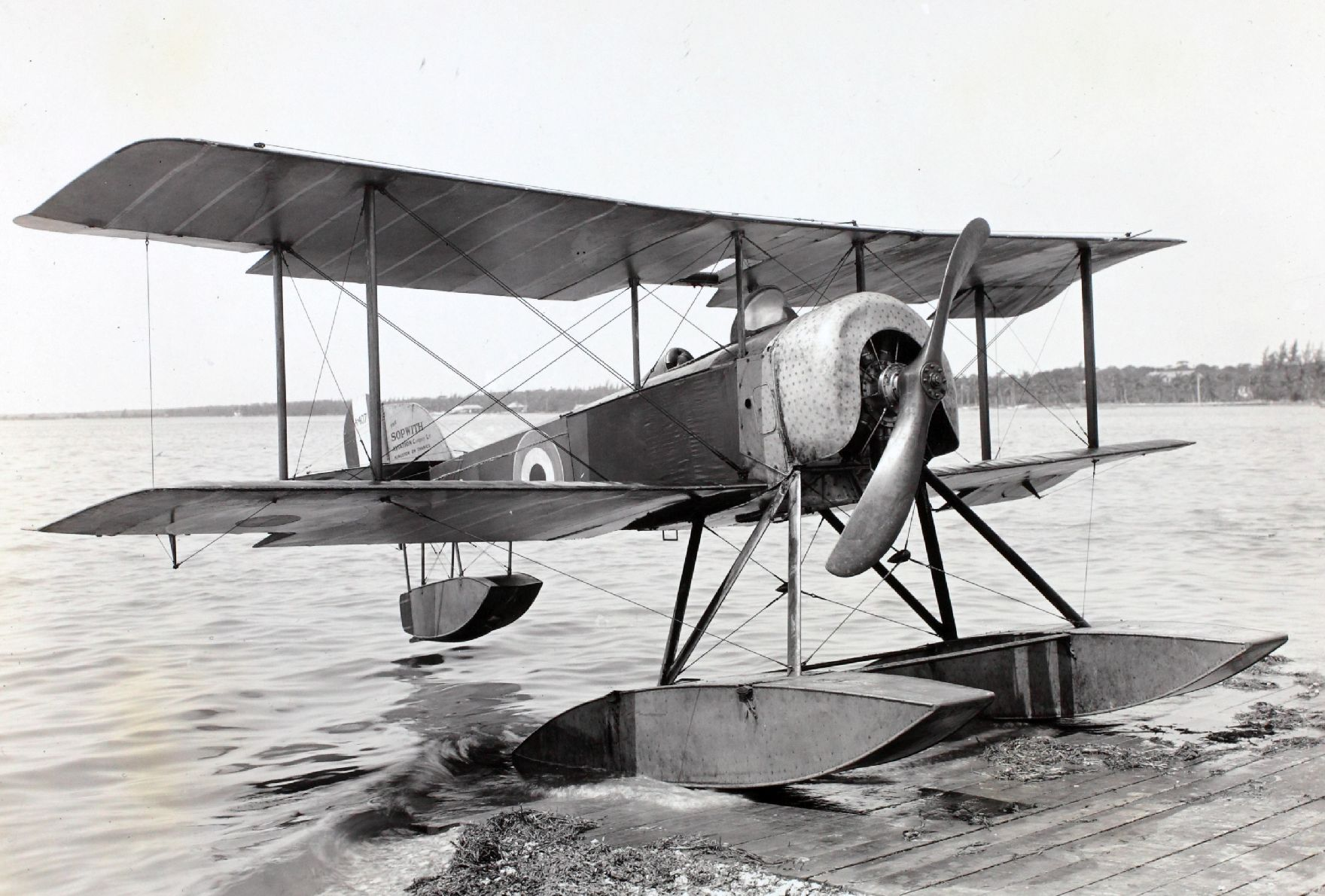
Sopwith Baby nach der Anlandung
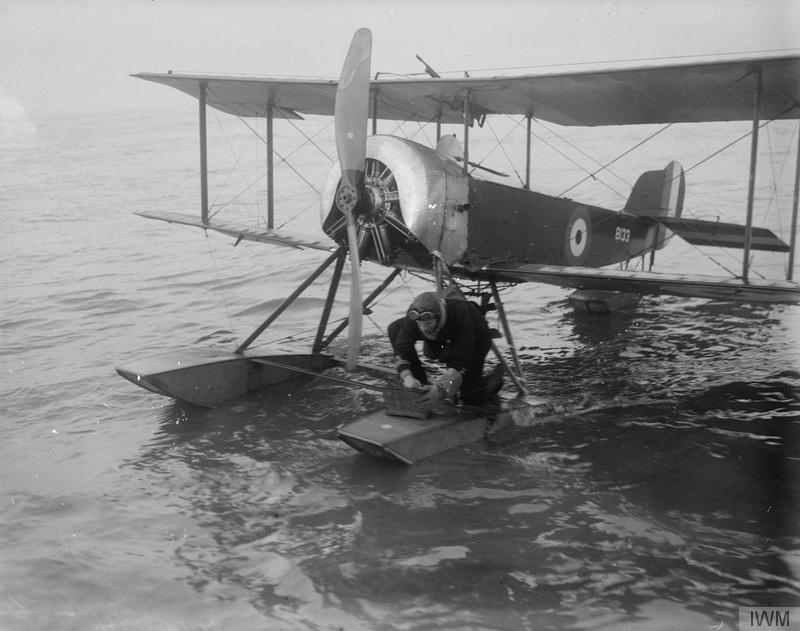
Vorbereitung einer Brieftaubennachricht durch den Flugzeugführer einer Sopwith Baby
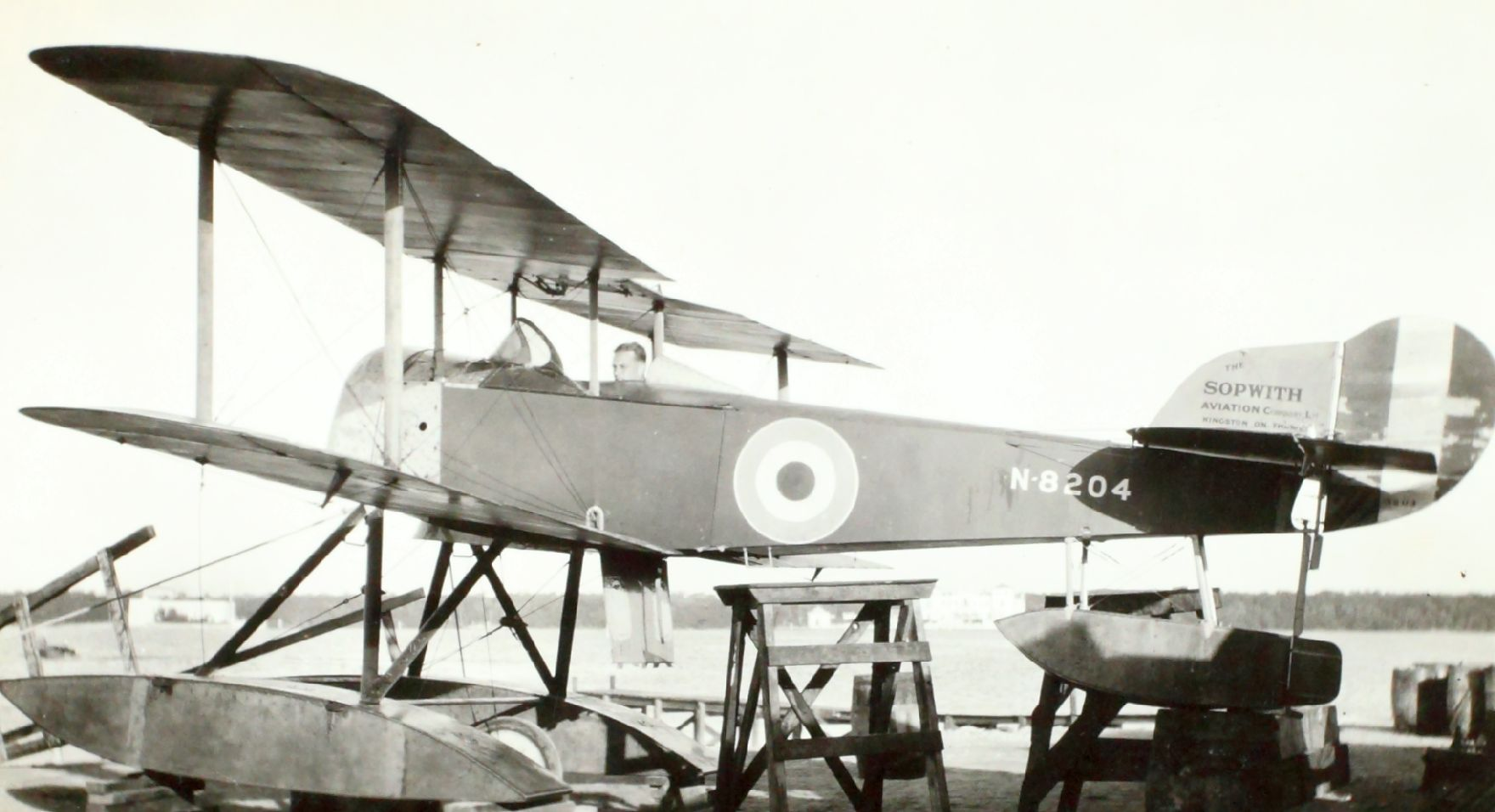
Sopwith Baby auf der Mole
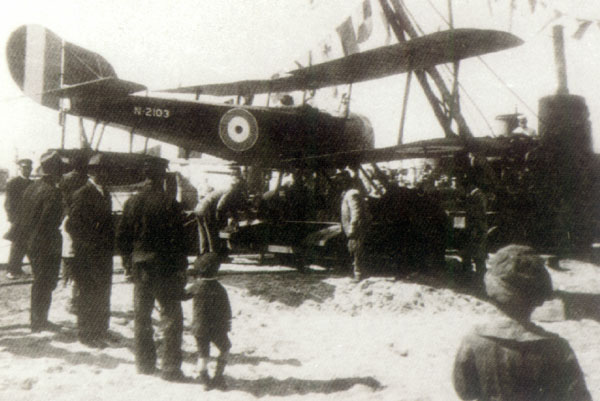
Sopwith Baby N2103 nach der Überführung nach Talcahuano in Chile
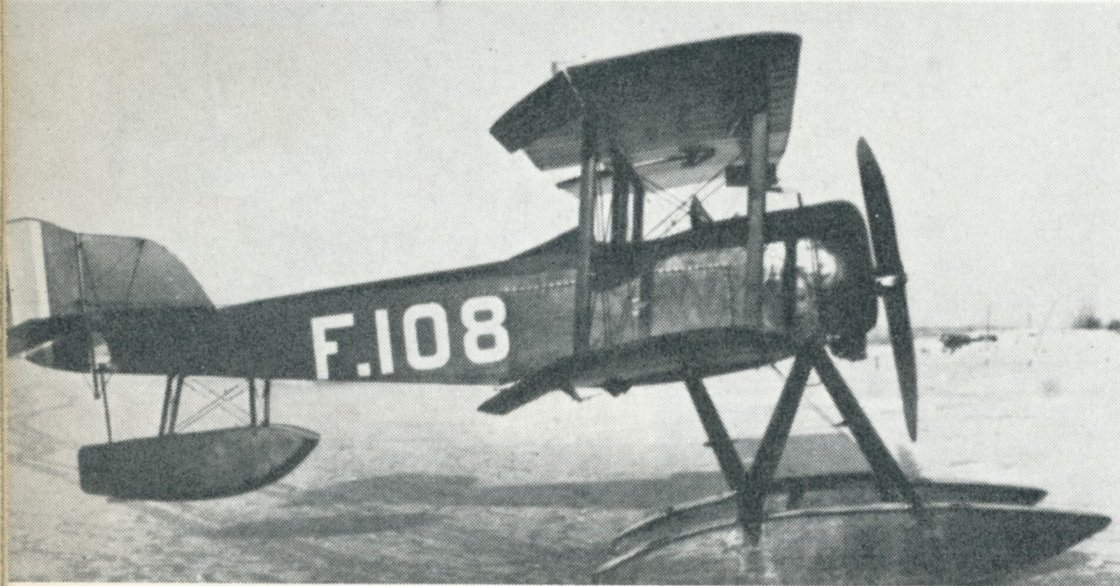
Sopwith Baby der Norwegische Marine, ca. 1918/20

## Erhaltene Flugzeuge und Nachbauten

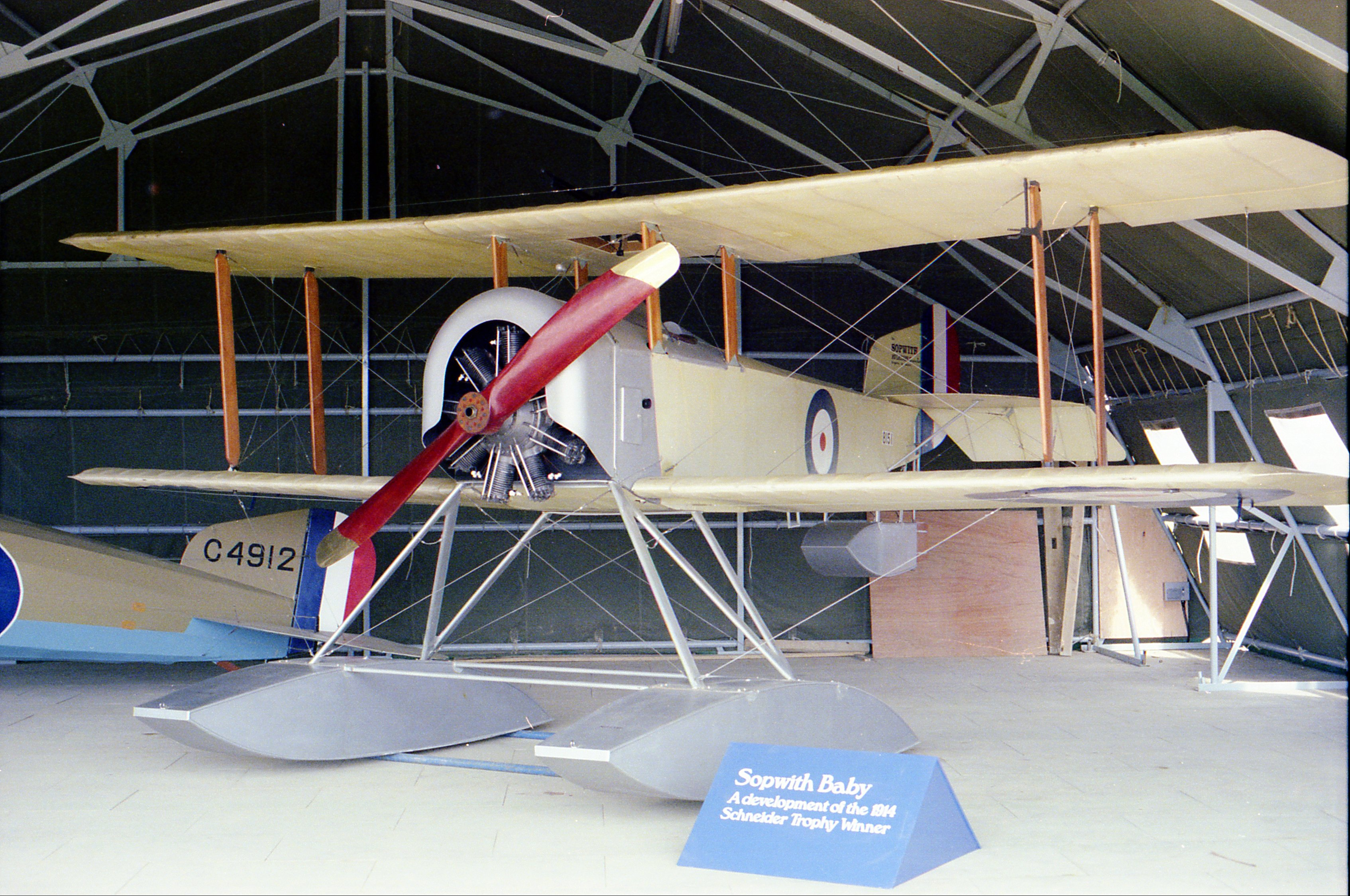
Nachbau einer Sopwith Baby
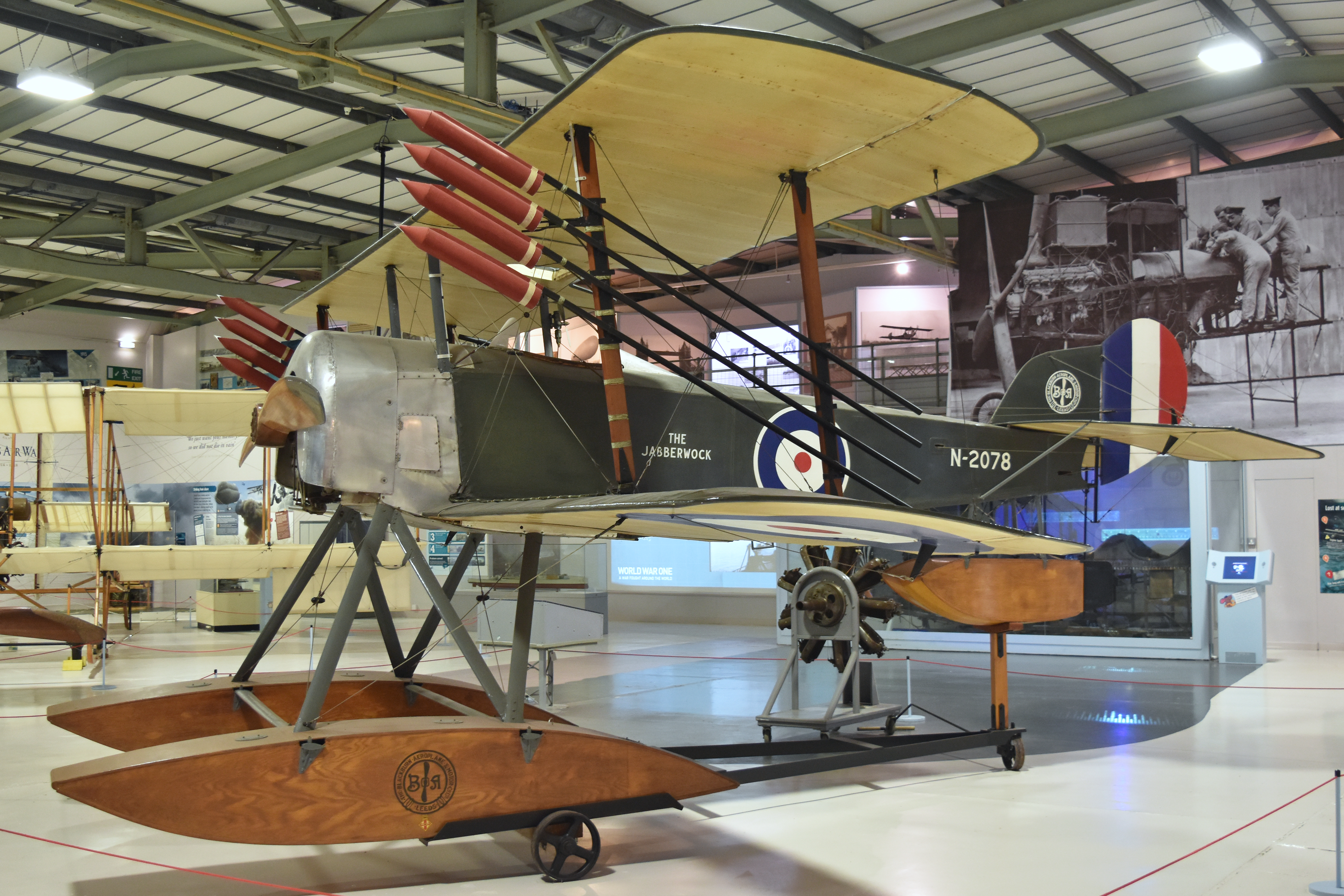
Sopwith Baby N2078 im Fleet Air Arm Museum RNAS Yeovilton
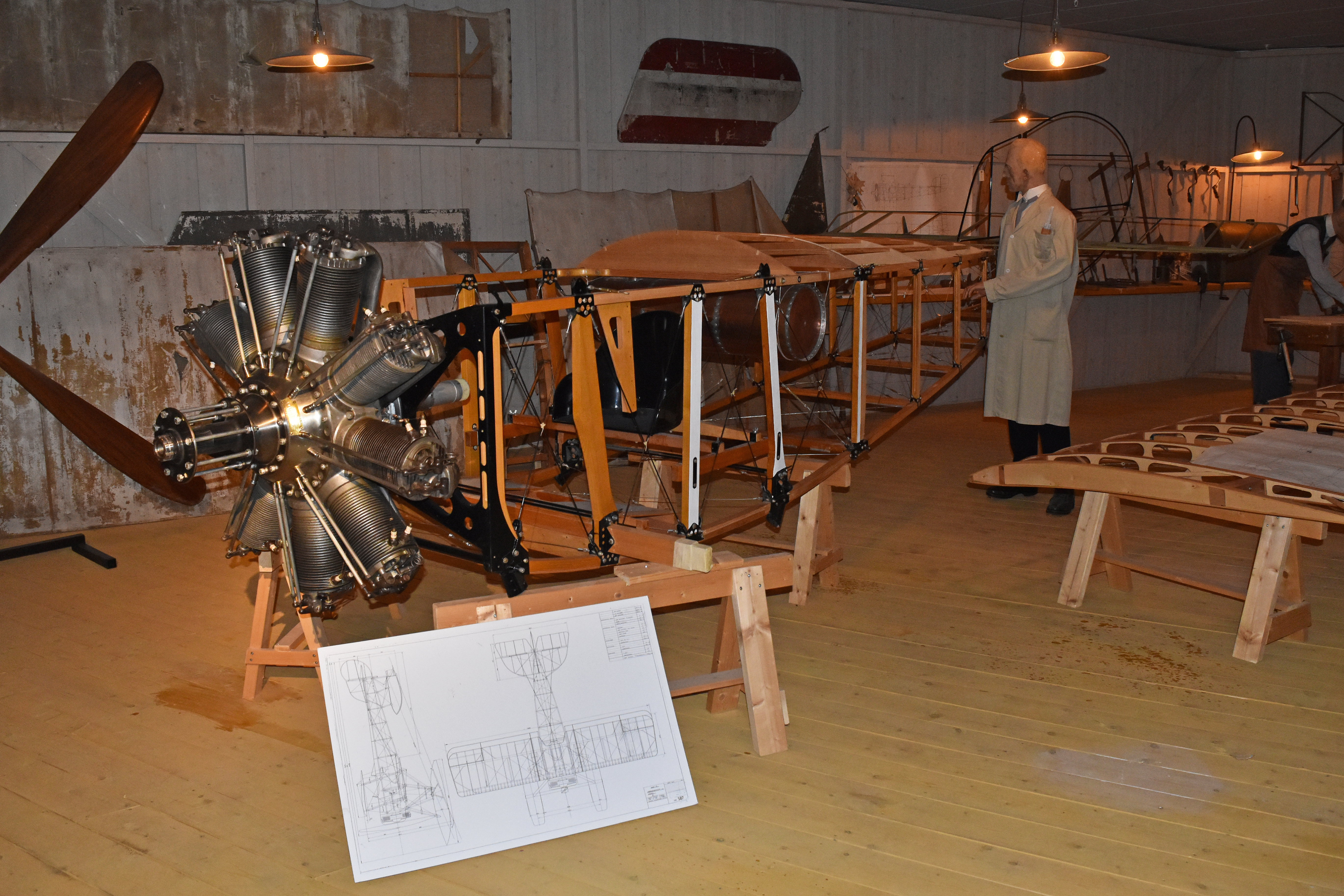
Motor-Nachbau, ausgestellt im Norsk Luftfartsmuseum in Bodø, Norwegen